# 狩野岳也
狩野 岳也（かのう たかや、1964年〈昭和39年〉9月19日 - ）は、社会福祉法人明岳会の理事長および元茨城県議会議員（かすみがうら市選挙区選出）。ピソ天神（介護利用型軽費老人ホーム）の施設長を務めた。
本名は狩野 平左衛門岳也（かのう へいざえもんたかや）であるが、県議会議員時代は狩野 岳也（かのう たかや）で登録していた。
また園芸療法・動物介在療法の実践者でもあり、ラマとカピバラを飼育している。

## 経歴
茨城県水戸市出身。現在はかすみがうら市宍倉に在住。水戸市立吉田小学校を卒業後、家庭の事情から3つ上の姉とともに東京都の啓明学園中学校・高等学校で中高6年間を過ごす。青年海外協力隊に憧れて東京農業大学農学部農業拓殖学科へ進学し、1987年〈昭和62年〉に卒業。
その後、衆議院議員 三塚博の秘書（通産大臣・外務大臣・自民党政調会長・清和会会長時代）を経て、社会福祉法人明岳会を設立し理事長、ピソ天神施設長を13年間務めた。
2006年〈平成18年〉の茨城県議選に自民党公認で出馬し無投票で当選した。2009年〈平成21年〉度は総務企画委員会・情報委員会に所属。2010年〈平成22年〉12月の茨城県議会議員選挙にて、2期目当選。2011年〈平成23年〉度は、農林水産委員会副委員長。2012年〈平成24年〉度は土木企業員会副委員長・議会運営委員会委員・県議会改革等調査検討会議委員を歴任した。
その後、衆議院茨城6区より出馬するため2012年11月19日に県議会議員を辞職。
また同選挙区には自民党公認の丹羽雄哉が出馬するため、初代自民党県連会長であった祖父の代から続いていた自民党を離党した。なお、11月19日に県連に離党届を提出したが、県連はこれを受理せず。無所属で出馬した。選挙の結果、丹羽が当選し、狩野は落選した。

## 役職
- かすみがうら市体育協会少林寺拳法連盟 会長
- 全国防衛協会青年部会 理事
- 茨城県防衛協会青年部会 会長
- 茨城県土浦地区 保護司

## 家族
父は元衆議院議員・参議院議員の狩野明男。母は自民党元参議院議員の狩野安。母方の祖父に元衆議院議員の加藤高蔵がいる。父方の曽祖父は、旧志士庫村長の狩野義胤。そしてこの元村長義胤の父は貴族院議員互選者の狩野助胤で、栃木県選出の貴族院議員であった矢口長右衛門は父親の母方曽祖父にあたる。また、幕末の天狗党の末裔で先祖の名は「天勇隊隊長の須藤敬之進」である。